# Altroßgärter Kirche

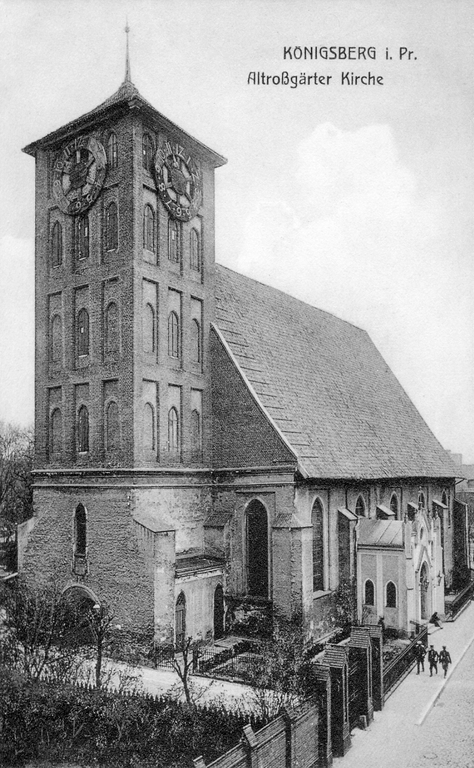
Die Altroßgärter Kirche zu Königsberg

Die Altroßgärter Kirche war eine evangelische Kirche in Königsberg (Preußen).

## Geschichte
Die Altroßgärter Kirche stand im Stadtteil Roßgarten und erhielt ihren Namen, um eine Verwechslung mit der Neuroßgärter Kirche auszuschließen. 1623 wurde sie als eine kleine Kapelle geweiht. 1651 wurde der Grundstein für eine Kirche gelegt, die um die Kapelle herum gebaut wurde. Der Turm mit Zeltdach wurde erst 1693 gedeckt. Der Hochaltar war von 1677, die barocke Taufkammer mit linkem Beichtstuhl von Isaak Riga stammte aus dem Jahr 1692.
Die Orgel wurde zwischen 1744 und 1747 (Abnahme am 10. März) durch Adam Gottlob Casparini mit 27 Registern auf zwei Manualen und Pedal errichtet. Eine Besonderheit stellen die beiden Karyatiden (hier eine der Figuren männlich!) dar, die eigentlich die Außentürme des Prospekts hätten tragen sollen. Wohl aufgrund eines Missverständnisses wurde die Höhe der beiden Figuren jedoch falsch bemessen, so dass sie schlichtweg etwas seitlich nach außen versetzt vor dem Prospekt postiert wurden. Ihre Hände strecken sie dadurch ohne jede Last in die Luft. 1786 erfolgte eine Instandsetzung durch den Erbauer. 1897 baute Max Terletzki eine neue Orgel in das historische Gehäuse, nun mit drei Manualen und Pedal. 1913 baute die Firma Wilhelm Sauer wiederum ein neues Instrument in das Gehäuse Casparinis. Werk und Gehäuse wurden 1944/1945 durch die Kampfhandlungen zerstört.
Die Grabkammer auf der Nordseite hatte eine 1712 vom Schlosser Johann Michael Sommer geschmiedete Tür.
Erster Geistlicher an der Altroßgärter Kirche war Georg Weissel, der zu ihrer Einweihung am 2. Advent des Jahres 1623 den Text des Liedes Macht hoch die Tür (Evangelisches Gesangbuch (EG) Nr. 1, Gotteslob Nr. 107) schrieb. Einen Sonntag später wurde er in dieser Kirche in sein Amt eingeführt. Zu diesem Anlass verfasste er den Text des Liedes Such, wer da will, ein ander Ziel (EG Nr. 346). Ein Organist war Otto Fiebach.
Die Kirche überstand die beiden britischen Luftangriffe auf Königsberg, wurde dann aber während der Eroberung von der Roten Armee in der Schlacht um Königsberg zerstört. In der unmittelbaren Nachkriegszeit wurden verstorbene Deutsche in Massengräbern auf dem Kirchhof um die zerstörte Kirche beerdigt. Die Trümmer wurden in den 1970er Jahren beseitigt.

## Pfarrer

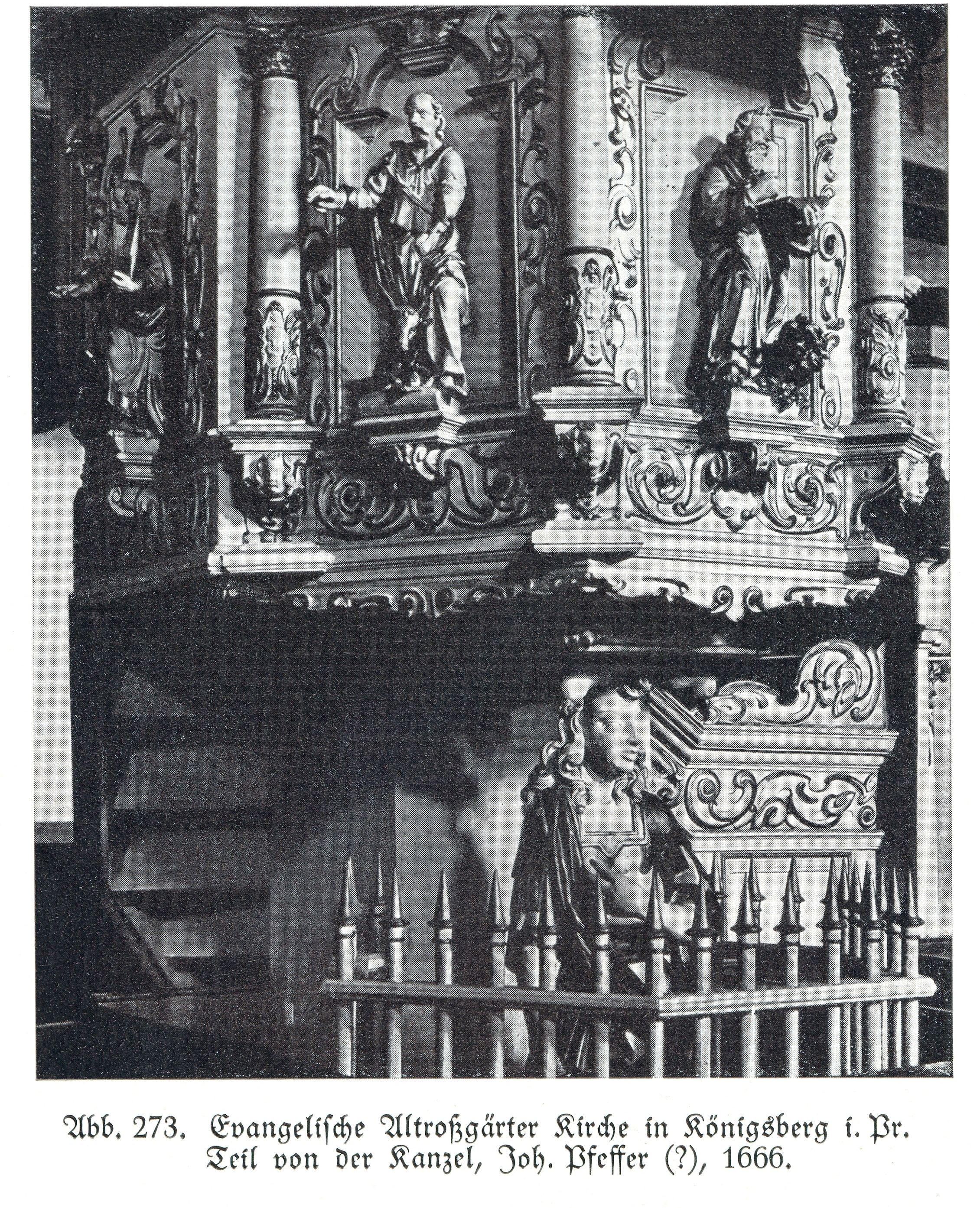
Kanzel

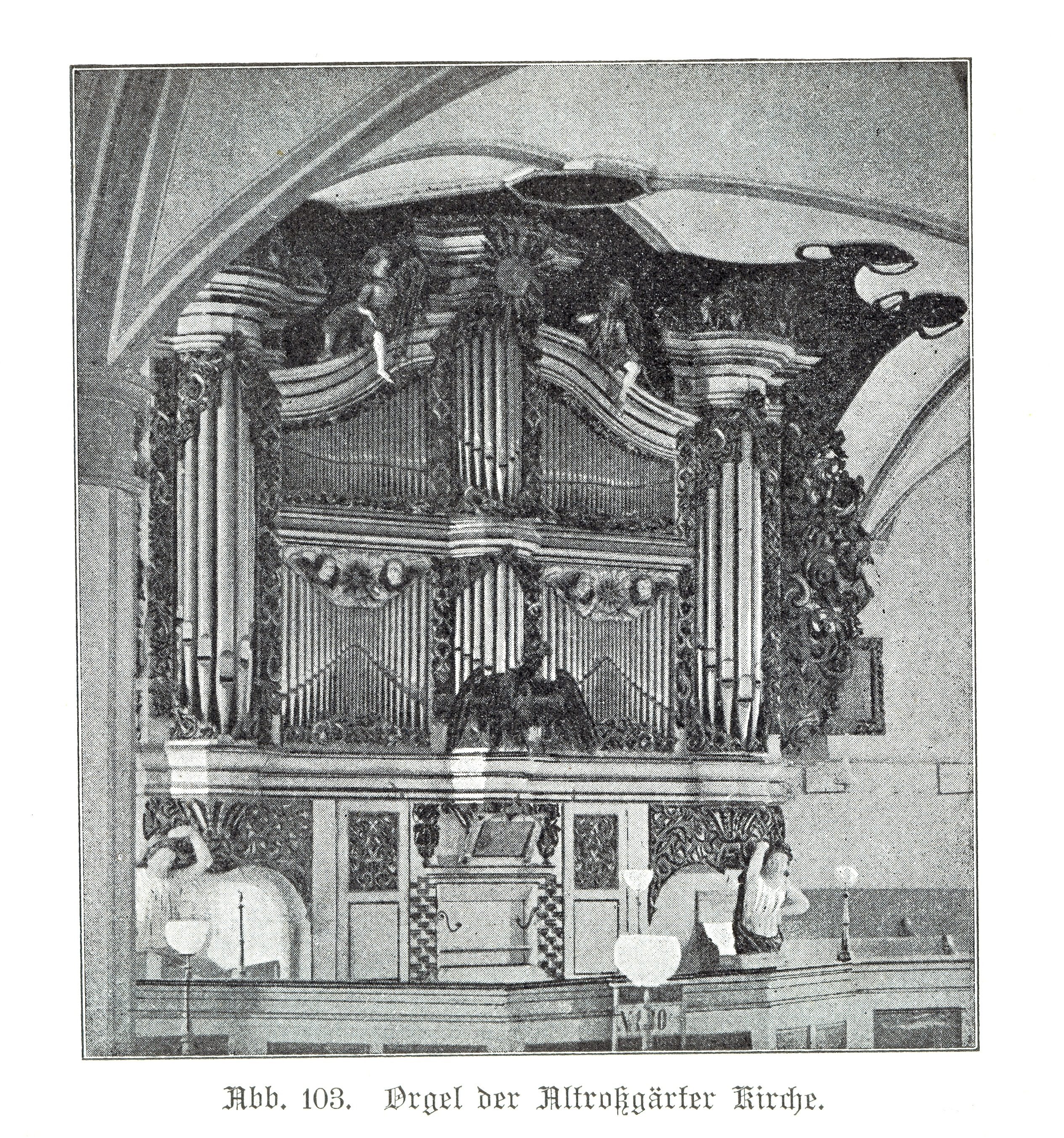
Orgel

An der Altroßgärter Kirche amtierten zuletzt vier Geistliche gleichzeitig, nach 1916 unterstützt von Hilfspredigern:
- Georg Weissel, 1623–1635
- Christian Kuhn, 1635–1652
- Andreas Otto, 1641–1652
- Georg Falck, 1652–1720
- Christian Kleipcke, 1653–1675
- Daniel Rohde, 1675–1679
- Johann Ehrhard Scheibenpoden, 1679–1690
- Christoph Zeidler, 1691–1727
- Christoph Conrad Falck, 1697–1742
- Johann Friedrich Weitenkampf, 1723–1733
- Georg Friedrich Lindner, 1733–1749
- Georg Steinkopf, 1738–1770
- Johann David Engelschmied, 1749–1762
- Daniel Heinrich Großmann, 1761–1798
- Matthias Bernhard Strauch, 1768–1774
- Johann Schultz, 1775–1776
- Daniel Wilhelm Kahle, 1777–1820
- Gottfried Laudien, 1798–1816
- Ernst Gottfried Kahle, 1813–1860
- Carl Henrich Weiß, 1816–1838
- Karl Ludwig Volkmann, 1838–1849
- Karl Ludwig Kossak, 1849–1877
- Otto Wilhelm Ferdinand Kahle, 1860–1880
- Hermann Adolf Kauffmann, 1877–1899
- Hermann Eilsberger, 1880–1907
- Karl Otto Sommer, 1898–1909
- Bruno Ankermann, 1899–1926
- Bruno Küßner, 1908–1927
- Friedrich Heinrich E. Federmann, 1910–1926
- Paul Piechowski, 1916
- Bernhard Gensch, 1920–1922
- Max Brunau, 1922–1923
- Carl Ernst Czygan, 1927–1930
- Willy Pensky, 1927–1945
- Karl Thude, 1929–1930
- Wilhelm Krüger, 1930–1936
- Gerhard Siebert, 1932
- Martin Tarnow, 1933–1936
- Erich Leidreiter, 1937–1945
- Erich Lackner, 1938–1945